# Никола Гвозденовић
Никола Гвозденовић Гвоздо (Глухи До, 18. мај 1934 — Бар, 19. децембар 2021.) био је српски сликар и педагог из Црне Горе.  

## Биографија
Никола Гвозденовић је Средњу уметничку школу (одсек вајарство) завршио 1955. у Херцег Новом, када је уписао вајарски одсек Академије ликовних уметности у Београду, у класи професора Сретена Стојановића. 1957. боравио је три месеца у Паризу, а по повратку прелази на сликарски одсек у класу Ђорђа Андрејевића Куна. Постдипломске студије на одсеку за мозаик и фреско сликарство завршио је 1963. у класи професора Мила Милуновића и исте године се запослио на Вишој педагошкој школи у Приштини. Школске 1966/67. Прешао је на Педагошку академију у Никшићу, гдје је двадесет година радио као професор цртања. Од 1987. године је ванредни професор Факултета за културологију на Цетињу, а потом и редовни професор Факултета ликовних умјетности на Цетињу, од оснивања 1988. до пензије. Био је иницијатор, један од оснивача и први декан Факултета ликовних умјетности на Цетињу. На предлог Факултета ликовних уметности 2005. године добио је звање професора емеритуса. Од 1988. године живео је у Сутомору.
Био је на студијским путовањима у Француској, Италији, Немачкој, Чехословачкој, Пољској, Швајцарској, Великој Британији, Турској, Грчкој, САД.
Самостално је излагао у земљи и иностранству, као и на преко 130 колективних изложби. 
Добитник је Тринаестојулске награде за свој животни рад.

## Уметничко стваралаштво
Никола Гвозденовић у својим сликама Жеђ (1977) и Каменоресци (1978) драматичним композицијама анализира однос фигуре и крајолика. У сликама Самотњак (1978) и После олује (1979) густим сплетом таласастих линија истиче дубину и кретање.